# Leo Huberman
Leo Huberman (Newark (New Jersey), 17 oktober 1903 - ?, 9 november 1968) was een Amerikaans journalist, socialist en auteur. Hij richtte in 1949 samen met de Marxistisch econoom Paul Sweezy het tijdschrift Monthly Review op.
Huberman werd in 1903 als laatste van elf kinderen geboren in Newark. Na het afronden van de middelbare school ging hij te werk als leraar op de lokale basisschool. In 1925 trouwde hij met Gertrude Heller en een jaar later vertrokken zij naar New York waar Huberman aan een studie begon. Daar werkte hij op een privéschool in Greenwich Village. In 1932 werd zijn eerste werk, We the people, gepubliceerd en Huberman verhuisde vervolgens naar Londen om aan de London School of Economics te studeren. Van 1949 tot aan zijn overlijden in 1968 werkte hij als redacteur van het mede door hem opgerichte Monthly Review.